# Crepidomanes ruwenzoriense
Crepidomanes ruwenzoriense är en hinnbräkenväxtart som först beskrevs av Taton och som fick sitt nu gällande namn av Jacobus Petrus Roux.
Crepidomanes ruwenzoriense ingår i släktet Crepidomanes och familjen Hymenophyllaceae. Inga underarter finns listade i Catalogue of Life.